# عبد الرحمن الساوي
عبد الرحمن الساوي (1 يناير 1894 - ) هو مهندس مصري، وهو أول عميد مصري لكلية الهندسة والملقب بأبي المهندسين.

## حياته ومسيرته
- درس العلوم الهندسية بمدرسة المهندسخانة (الهندسة)، ثم حصل على الدكتوراه في الهندسة الميكانيكية من بريطانيا.
- عُيِّن عميدًا لكلية الهندسة بـ جامعة القاهرة من عام 1937 إلى عام 1946 م،[2] و
- تولّى وكالة وزارة الحربية لشؤون الطيران من عام 1946 إلى عام 1954 م.
- اضطلع برئاسة الشركة العامة للنفط، وشركة النصر لصناعة السيارات عقب انتهاء مدة خدمته بجامعة القاهرة.
- يرجع إليه الفضل في إنشاء مصانع الطائرات المصرية وبعض المصانع الحربية، وإنشاء كلية الهندسة بجامعة الإسكندرية.[3]
- له العديد من البحوث العلمية الراقية تتناول قياس الانسياب الهوائي، وآلات الاحتراق، وزيادة كفاءة طاقة المحركات، حيث برع في هندسة القوى الميكانيكية. يُدرس العديد من أبحاثه في الجامعات الأمريكية والأوروبية.

## جوائز
- حصل على جائزة الدولة التقديرية في مصر عام 1964.